# 河合亨
河合 亨（かわい とおる、1910年3月31日 - 1993年10月14日）は、日本のフランス文学者、翻訳家。

## 略歴
東京生まれ。早稲田大学文学部仏文科卒。早稲田大学教授を務め、1980年定年退任、名誉教授。

## 翻訳
- 「青春」（ジイド、金星堂、ジイド全集7） 1934
- 「ナバブ パリ風俗」（ドーデ、世界文学社、ドーデ選集） 1949、のち岩波文庫
- 『最初の衝突』第1 - 3部（アンドレ・スチール、白水社） 1953 - 1954、のち新日本文庫
- 『真夜中』（ジュリアン・グリーン、岩波現代叢書） 1953
- 『少女マリー』（マルグリット・オードゥー、三笠書房、若草文庫） 1954
- 『赤い馬 人間のさまざまな意図』（エルザ・トリオレ、白水社） 1955
- 『続・少女マリー』（オードウー、三笠書房、若草文庫 ポケットサイズ） 1956
- 『アルピニズモ・アクロバチコ』（ギド・レイ、朋文堂、エーデルワイス叢書） 1956
- 『カミユ研究』（訳編、三笠書房） 1957
- 『32万5千フラン』（ロジェ・ヴァイアン、大日本雄弁会講談社） 1957
- 『恐怖の山』（C・F・ラミュズ、朋文堂） 1958
- 『光みなぎるところ』（ジョルジュ・ソニエ、近藤等共訳、白水社） 1959
- 『ガイドの星 山岳小説』（ギー・ベルザック、白水社） 1960
- 『スタンダール論』（アルベール・チボーデ、加藤民男共訳、冬樹社） 1968
- 『わが告発 南ベトナム政治囚を救え!』（ジャン・ピエール・デブリ, アンドレ・マンラ、新日本出版社） 1973
- 『バルザック レアリスムの構造』（ピエール・バルベリス、渡辺隆司共訳、新日本出版社） 1987

## 参考
- 文芸年鑑1975